# 巴尔特 (上比利牛斯省)
巴尔特（法語：Barthe，法語發音：[baʁt]）是法国上比利牛斯省的一个市镇，属于塔布区。

## 地理
巴尔特（43°16'58"N, 0°28'11"E）面积1.35 平方千米，位于法国奧克西塔尼大區上比利牛斯省，该省份为法国西南部内陆省份，北至热尔省，西接大西洋比利牛斯省，南与西班牙接壤，东临上加龙省。
与巴尔特接壤的市镇（或旧市镇、城区）包括：拉罗克、贝特普伊、卡斯泰尔诺-马尼奥阿克、奥尔冈、潘图。

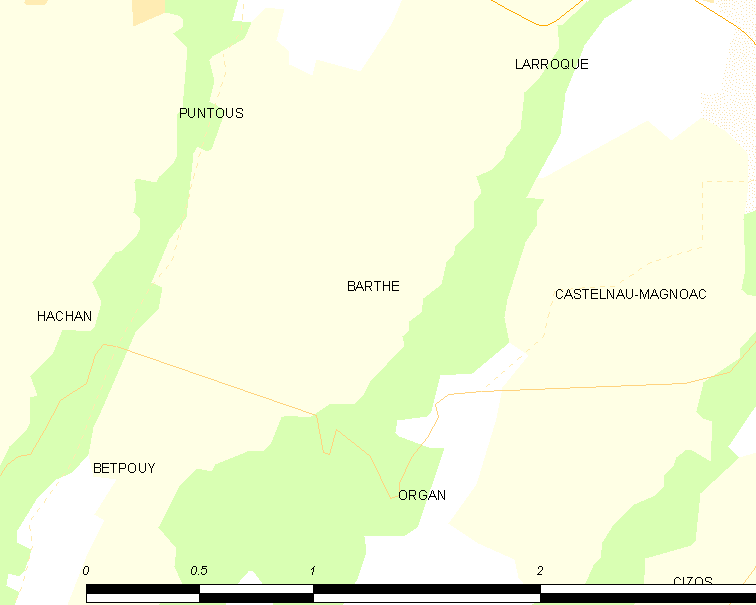
的OSM定位图

巴尔特的时区为UTC+01:00、UTC+02:00（夏令时）。

## 行政
巴尔特的邮政编码为65230，INSEE市镇编码为65068。

## 政治
巴尔特所属的省级选区为山丘县。

## 人口

1962-2008年间人口变化图示

巴尔特于2022年1月1日时的人口数量为26人。